# Gaby (Vale de Aosta)
Gaby é uma comuna italiana da região do Vale de Aosta com cerca de 461 habitantes. Estende-se por uma área de 32 km², tendo uma densidade populacional de 14 hab/km². Faz fronteira com Andorno Micca (BI), Brusson, Callabiana (BI), Gressoney-Saint-Jean, Issime, Piedicavallo (BI), Rassa (VC), Sagliano Micca (BI).

## Demografia
| Variação demográfica do município entre 1861 e 2011                               |
|                                                                                   |
| Fonte: Istituto Nazionale di Statistica (ISTAT) - Elaboração gráfica da Wikipedia |